# Poland (песня)
«Poland» — сингл американского рэпера Lil Yachty. Он был выпущен 11 октября 2022 года на лейбле Quality Control Music.

## История
Lil Yachty работал над «не рэп-альбомом», задуманным как «психоделический альтернативный проект», о котором он объявил в январе 2022 года.
Позже в октябре в сеть просочился отрывок «Poland». Песня была записана в 2021 году. Её утечка побудила Lil Yachty загрузить трек на SoundCloud 4 октября. Песня была положительно встречена слушателями и другими исполнителями, среди которых были Уиз Халифа, DDG и Дензел Карри, Дрейк, Стив Лейси и Offset. Трек стали часто использовать в TikTok, и она породила множество интернет-мемов.
Песня была официально выпущена на всех стриминговых платформах 11 октября, став первым официальным сольным треком исполнителя в 2022 году. @kurtoart, пользователь Твиттера, нарисовал рисунок, изображающий путешествие Lil Yachty в Польшу в сопровождении сиропа от кашля Wockhardt («wock», упоминаемого в припеве песни). Хотя обложка песни изначально представляла собой карту Польши, окрашенную в фиолетовый цвет, исполнитель объявил, что изменит обложку на рисунок @kurtoart.
12 октября 2022 года генеральный директор Quality Control Music Пьер Тома поделился предполагаемой перепиской с премьер-министром Польши Матеушем Моравецким, где он приглашает Lil Yachty посетить Польшу.

## Описание
Спродюсированная Lukrative, Lucian и F1lthy из Working on Dying песня содержит синтетический бит с эффектом кибер-вибрато на голос Lil Yachty. «Poland» хвалят за её краткость и простую лирику. Припев стал вирусным в Интернете. Термин «вок», упоминаемый в нём, является сокращением Wockhardt, фармацевтической компании, известной производством различных сиропов от кашля (лина). Неизвестно почему Lil Yachty поёт о Польше, рэпер никогда не выступал в стране.

## Отзывы
Музыкальные журналисты хвалили песню за её простоту, многие СМИ назвали её «цепляющей», «гипнотической» или «мистифицирующей». Серж Селену из Pitchfork высказал мнение, что эти факторы реализованы в лучших песнях рэпера, и написал: «На фоне взбалтывающего бита F1lthy, Yachty напевает „Я взял вок в Польшу” в искажённом йодле, которому, вероятно, завидует Мейсон Рэмси». Селену добавил, что песня помогла вернуть «беззаботность, которая помогла Yachty завоевать поклонников».

## Музыкальное видео
Музыкальное видео на песню было создано Lyrical Lemonade и опубликовано на YouTube 11 октября 2022 года.

## Чарты
| Чарт (2022)                           | Высшая позиция |
| ------------------------------------- | -------------- |
| Канада (Billboard Canadian Hot 100)   | 52             |
| Мир (Billboard Global 200)            | 143            |
| Новая Зеландия (RMNZ)                 | 5              |
| США (Billboard Hot 100)               | 65             |
| США (Billboard Hot R&B/Hip-Hop Songs) | 18             |